# ARFGAP1
ARFGAP1 (англ. ADP ribosylation factor GTPase activating protein 1) – білок, який кодується однойменним геном, розташованим у людей на короткому плечі 20-ї хромосоми. Довжина поліпептидного ланцюга білка становить 406 амінокислот, а молекулярна маса — 44 668.
| 10         |  | 20         |  | 30         |  | 40         |  | 50         |
| ---------- |  | ---------- |  | ---------- |  | ---------- |  | ---------- |
| MASPRTRKVL |  | KEVRVQDENN |  | VCFECGAFNP |  | QWVSVTYGIW |  | ICLECSGRHR |
| GLGVHLSFVR |  | SVTMDKWKDI |  | ELEKMKAGGN |  | AKFREFLESQ |  | EDYDPCWSLQ |
| EKYNSRAAAL |  | FRDKVVALAE |  | GREWSLESSP |  | AQNWTPPQPR |  | TLPSMVHRVS |
| GQPQSVTASS |  | DKAFEDWLND |  | DLGSYQGAQG |  | NRYVGFGNTP |  | PPQKKEDDFL |
| NNAMSSLYSG |  | WSSFTTGASR |  | FASAAKEGAT |  | KFGSQASQKA |  | SELGHSLNEN |
| VLKPAQEKVK |  | EGKIFDDVSS |  | GVSQLASKVQ |  | GVGSKGWRDV |  | TTFFSGKAEG |
| PLDSPSEGHS |  | YQNSGLDHFQ |  | NSNIDQSFWE |  | TFGSAEPTKT |  | RKSPSSDSWT |
| CADTSTERRS |  | SDSWEVWGSA |  | STNRNSNSDG |  | GEGGEGTKKA |  | VPPAVPTDDG |
| WDNQNW     |  |            |  |            |  |            |  |            |

A: Аланін

C: Цистеїн

D: Аспарагінова кислота

E: Глутамінова кислота

F: Фенілаланін

G: Гліцин

H: Гістидин

I: Ізолейцин

K: Лізин

L: Лейцин

M: Метіонін

N: Аспарагін

P: Пролін

Q: Глутамін

R: Аргінін

S: Серин

T: Треонін

V: Валін

W: Триптофан

Кодований геном білок за функціями належить до активаторів гтфаз, фосфопротеїнів. 
Задіяний у таких біологічних процесах, як транспорт, транспорт білків, транспорт між ендоплазматичним ретикулумом і апаратом Гольджі, ацетилювання, альтернативний сплайсинг. 
Білок має сайт для зв'язування з іонами металів, іоном цинку. 
Локалізований у цитоплазмі, апараті гольджі.